# Jens Debusschere
Jens Debusschere (født 28. august 1989 i Roeselare) er en forhenværende professionel cykelrytter fra Belgien, der senest kørte for B&B Hotels–KTM.
Han blev professionel i 2011. I 2014 blev Debusschere belgisk mester i linjeløb. Efter en massespurt vandt han Dwars door Vlaanderen 2016.